# Nisimura Júicsi
Nisimura Júicsi ( (西村 雄一; Hepburn: Yuichi Nishimura, ’) (Tokió, 1972. április 17. –’) japán nemzetközi labdarúgó-játékvezető.

## Pályafutása

### Nemzeti játékvezetés
1999-ben lett a J1 Liga játékvezetője.

### Nemzetközi játékvezetés
A Japán labdarúgó-szövetség Játékvezető Bizottsága (JB) terjesztette fel nemzetközi játékvezetőnek, a Nemzetközi Labdarúgó-szövetség (FIFA) 2004-től tartotta nyilván bírói keretében. Több nemzetek közötti válogatott és klubmérkőzést vezetett. FIFA JB besorolás szerint elit kategóriás bíró.

#### Világbajnokság
Dél-Korea rendezte a 2007-es U17-es labdarúgó-világbajnokságot, ahol a FIFA JB hivatalnoki feladatokkal látta el.
| Időpont             | Helyszín                    | Mérkőzés típusa        | Mérkőzés                       | Eredmény | Nézők száma |
| ------------------- | --------------------------- | ---------------------- | ------------------------------ | -------- | ----------- |
| 2007. augusztus 22. | Civil Stadion, Ulszan       | selejtező (C. csoport) | Argentína–Honduras             | 4 : 1    | 3 000       |
| 2007. augusztus 20. | Civil Stadion, Csangwon     | selejtező (E. csoport) | Belgium–Tunézia                | 2 : 4    | 8 230       |
| 2007. augusztus 26. | Civil Stadion, Csangwon     | selejtező (F. csoport) | Németország–Trinidad és Tobago | 5 : 0    | 4 320       |
| 2007. szeptember 1. | Civil Stadion, Csangwon     | egyik negyeddöntő      | Peru–Ghána                     | 0 : 2    | 7 555       |
| 2007. szeptember 9. | Világbajnoki Stadion, Szöul | döntő                  | Spanyolország–Nigéria          | 0 : 0    | 36 125      |

Egyiptom rendezte a 17., a 2009-es U20-as labdarúgó-világbajnokságot, ahol a FIFA JB bíróként foglalkoztatta. A tornán Magyarország olyan eredményt ért el, amire az 1954-es labdarúgó-világbajnokság óta nem volt példa labdarúgásában.
| Időpont              | Helyszín                    | Mérkőzés típusa        | Mérkőzés                     | Eredmény | Nézők száma |
| -------------------- | --------------------------- | ---------------------- | ---------------------------- | -------- | ----------- |
| 2009. szeptember 26. | Városi Stadion, Szuez       | selejtező (C. csoport) | Egyesült Államok–Németország | 0 : 3    | 25 000      |
| 2009. szeptember 29. | Központi Stadion, Iszmailia | selejtező (D. csoport) | Ghána–Anglia                 | 4 : 0    | 13 000      |
| 2009. október 2.     | Központi Stadion, Iszmailia | selejtező (C. csoport) | Németország–Kamerun          | 3 : 0    | 11 000      |
| 2009. október 16.    | Nemzetközi Stadion, Kairó   | bronzmérkőzés          | Magyarország–Costa Rica      | 1 : 1    | 67 814      |

Három világbajnoki döntőhöz vezető úton Németországba a XVIII., a 2006-os labdarúgó-világbajnokságra, Dél-Afrikába a XIX., a 2010-es labdarúgó-világbajnokságra és Brazíliába a XX., a 2014-es labdarúgó-világbajnokságra a FIFA JB bíróként alkalmazta. 2006-ban a FIFA JB a világtorna tartalék játékvezetői közé sorolta.
2008-ban a FIFA JB bejelentette, hogy a Dél-afrikai rendezésű világbajnokság 54 lehetséges játékvezetőjének átmeneti listájára jelölte. A szűkítést követő 38-as keretben is maradt a jelöltek között. A kiválasztottak mindegyike részt vett több szakmai szemináriumon. A végleges listát technikai, fizikai, pszichológiai és egészségügyi tesztek teljesítése, valamint különböző erősségű összecsapásokon mutatott teljesítmények alapján állították össze. A FIFA JB 2010. február 5-én kijelölte a (június 11.-július 11.) között közreműködő 30 játékvezetőt. Az érintettek március 2-6. között a Kanári-szigeteken vettek részt szemináriumon, ezt megelőzően február 26-án Zürichben orvosi vizsgálaton kellett megjelenniük. 2012-ben a FIFA JB bejelentette, hogy a brazil labdarúgó-világbajnokság lehetséges játékvezetőinek átmeneti listájára jelölte.

##### 2006-os labdarúgó-világbajnokság

###### Selejtező mérkőzés
| Időpont           | Helyszín                      | Mérkőzés típusa           | Mérkőzés                         | Eredmény | Nézők száma |
| ----------------- | ----------------------------- | ------------------------- | -------------------------------- | -------- | ----------- |
| 2004. október 13. | Racsamangala Stadion, Bangkok | előselejtező (5. csoport) | Thaiföld–Egyesült Arab Emírségek | 3 : 0    | 15 000      |

##### 2010-es labdarúgó-világbajnokság

###### Selejtező mérkőzés
| Időpont             | Helyszín                            | Mérkőzés típusa                    | Mérkőzés                        | Eredmény | Nézők száma |
| ------------------- | ----------------------------------- | ---------------------------------- | ------------------------------- | -------- | ----------- |
| 2007. október 8.    | Nemzeti Stadion, Hanoi              | tálára jutás (1. kör)              | Vietnám–Egyesült Arab Emírségek | 0 : 1    | 20 000      |
| 2008. március 26.   | Jassim Bin Hamad Stadion, Doha      | előselejtező (1. csoport,- 1. kör) | Katar–Irak                      | 2 : 0    | 13 000      |
| 2008. június 7.     | Khalifa Bin Zayed Stadion, Al Ain   | előselejtező (5. csoport,- 1. kör) | Egyesült Arab Emírségek–Irán    | 0 : 1    | 9 000       |
| 2008. június 22.    | King Fahd Nemzetközi Stadion, Rijád | előselejtező (4. csoport,- 1. kör) | Szaúd-Arábia–Üzbegisztán        | 4 : 0    | 5 000       |
| 2009. március 28.   | Azadi Stadion, Teherán              | előselejtező (B. csoport,- 2. kör) | Irán–Szaúd-Arábia               | 1 : 2    | 100 000     |
| 2009. június 17.    | Világbajnoki Stadion, Szöul         | előselejtező (B. csoport,- 2. kör) | Dél-Korea–Irán                  | 1 : 1    | 40 000      |
| 2009. szeptember 5. | Nemzeti Stadion, Riffa              | rájátszás (1. mérkőzés)            | Bahrein–Szaúd-Arábia            | 0 : 0    | 16 000      |

###### Világbajnoki mérkőzés
| Időpont          | Helyszín                               | Mérkőzés típusa        | Mérkőzés               | Eredmény | Nézők száma |
| ---------------- | -------------------------------------- | ---------------------- | ---------------------- | -------- | ----------- |
| 2010. június 11. | Green Point Stadion, Fokváros          | selejtező (A. csoport) | Uruguay–Franciaország  | 0 : 0    | 64 100      |
| 2010. június 21. | Ellis Park Stadion, Johannesburg       | selejtező (H. csoport) | Spanyolország–Honduras | 2 : 0    | 54 386      |
| 2010. június 24. | Peter Mokaba Stadion, Polokwane        | selejtező (F. csoport) | Paraguay–Új-Zéland     | 0 : 0    | 34 850      |
| 2010. július 2.  | Nelson Mandela Stadion, Port Elizabeth | egyik negyeddöntő      | Hollandia–Brazília     | 2 : 1    | 40 186      |

##### 2014-es labdarúgó-világbajnokság
2012-ben a FIFA JB bejelentette, hogy a brazil labdarúgó-világbajnokság lehetséges játékvezetőinek átmeneti listájára jelölte. A kiválasztottak mindegyike részt vett több szakmai szemináriumon. A FIFA JB 25 bírót és segítőiket, valamint kilenc tartalék bírót és melléjük egy-egy asszisztenst nevezett meg. A végleges listát különböző technikai, fizikai, pszichológiai és egészségügyi tesztek teljesítése, valamint különböző erősségű összecsapásokon mutatott teljesítmények alapján állították össze.

###### Selejtező mérkőzés
| Időpont             | Helyszín                               | Mérkőzés típusa                        | Mérkőzés                | Eredmény | Nézők száma |
| ------------------- | -------------------------------------- | -------------------------------------- | ----------------------- | -------- | ----------- |
| 2011. szeptember 6. | Prince Mohamed bin Fahd Stadion, Ammán | előselejtező (D. csoport,- 2. forduló) | Szaúd-Arábia–Ausztrália | 1 : 3    | 15 000      |
| 2011. november 15.  | Jassim Bin Hamad Stadion, Doha         | előselejtező (E. csoport,- 2. forduló) | Katar–Bahrein           | 0 : 0    | 10 509      |
| 2012. február 29.   | Világbajnoki Stadion, Szöul            | előselejtező (7B csoport,- 2. forduló) | Dél-Korea–Kuvait        | 2 : 0    | 46 551      |
| 2012. június 3.     | JAR Stadion, Taskent                   | előselejtező (A. csoport,- 3. forduló) | Üzbegisztán–Irán        | 0 : 1    | 9 000       |
| 2013. március 26.   | Szöul világbajnoki Stadion, Szöul      | előselejtező (2. forduló; A csoport)   | Dél-Korea–Katar         | 2 – 1    | 37 222      |
| 2013. szeptember 6. | King Abdullah Stadion, Ammán           | rájátszás (1. mérkőzés)                | Jordánia–Üzbegisztán    | 1 – 1    | 16 819      |

###### Világbajnoki mérkőzés
| Időpont          | Helyszín                     | Mérkőzés típusa             | Mérkőzés              | Eredmény | Nézők száma |
| ---------------- | ---------------------------- | --------------------------- | --------------------- | -------- | ----------- |
| 2014. június 12. | Arena Corinthians, São Paulo | csoportmérkőzés (A csoport) | Brazília–Horvátország | 3 – 1    | 62 103      |

#### Ázsia-kupa
Első alkalom a labdarúgótorna történetében, hogy négy nemzet volt a házigazdája Indonézia, Malajzia, Thaiföld és Vietnám a 14., 2007-es Ázsia-kupámak. Katar a 15., a 2011-es Ázsia-kupa labdarúgó tornát rendezte, ahol az AFC JB szintén játékvezetőként foglalkoztatta Nisimura Júicsit.

##### 2007-es AFC Ázsia-kupa

###### Selejtező mérkőzés
| Időpont           | Helyszín                   | Mérkőzés típusa           | Mérkőzés       | Eredmény | Nézők száma |
| ----------------- | -------------------------- | ------------------------- | -------------- | -------- | ----------- |
| 2006. február 22. | Központi Stadion, Hongkong | előselejtező (F. csoport) | Hongkong–Katar | 0 : 3    | 1 806       |

###### AFC Ázsia-kupa mérkőzés
| Időpont          | Helyszín                      | Mérkőzés típusa        | Mérkőzés             | Eredmény | Nézők száma |
| ---------------- | ----------------------------- | ---------------------- | -------------------- | -------- | ----------- |
| 2007. július 10. | Bung Karno Stadion, Jakarta   | selejtező (D. csoport) | Indonézia–Bahrein    | 2 : 1    | 65 000      |
| 2007. július 18. | Jakabaring Stadion, Palembang | selejtező (D. csoport) | Szaúd-Arábia–Bahrein | 4 : 0    | 500         |
| 2007. július 21. | GSP Stadion, Bangkok          | egyik negyeddöntő      | Irak–Vietnám         | 2 : 0    | 9 720       |

##### 2011-es Ázsia-kupa

###### Selejtező mérkőzés
| Időpont          | Helyszín                    | Mérkőzés típusa           | Mérkőzés                            | Eredmény | Nézők száma |
| ---------------- | --------------------------- | ------------------------- | ----------------------------------- | -------- | ----------- |
| 2009. január 28. | Al Sharjah Stadion, Sharjah | előselejtező (C. csoport) | Egyesült Arab Emírségek–Üzbegisztán | 0 : 1    | 15 000      |
| 2009-11-14       | Azadi Stadion, Teherán      | előselejtező (E. csoport) | Irán–Jordánia                       | 1 : 0    | 15 000      |

###### Ázsia-kupa mérkőzés
| Időpont          | Helyszín                         | Mérkőzés típusa        | Mérkőzés                     | Eredmény | Nézők száma |
| ---------------- | -------------------------------- | ---------------------- | ---------------------------- | -------- | ----------- |
| 2011. január 7.  | Kalifa Nemzetközi Stadion, Doha  | selejtező (A. csoport) | Katar–Üzbegisztán            | 0 : 2    | 37 143      |
| 2011. január 18. | Jassim Bin Hamad Stadion, Doha   | selejtező (C. csoport) | Ausztrália–Bahrein           | 1 : 0    | 3 919       |
| 2011. január 15. | Ahmed bin Ali Stadion, Al Rayyan | selejtező (D. csoport) | Egyesült Arab Emírségek–Irak | 0 : 1    | 7 233       |

##### 2015-ös Ázsia-kupa

###### Selejtező mérkőzés
| Időpont            | Helyszín                 | Mérkőzés típusa           | Mérkőzés      | Eredmény | Nézők száma |
| ------------------ | ------------------------ | ------------------------- | ------------- | -------- | ----------- |
| 2013. február 6.   | Azadi Stadion, Teherán   | előselejtező (B. csoport) | Irán–Libanon  | 5 – 0    | 15 000      |
| 2013. november 19. | Nemzeti Stadion, Riffa   | előselejtező (D. csoport) | Bahrein–Jemen | 2 – 0    | 600         |
| 2014. március 5.   | Al-Rashid Stadion, Dubaj | előselejtező (C. csoport) | Irak–Kína     | x – x    | 000         |

#### AFC Nemzetek Bajnoksága
India rendezte a 2006-os AFC Nemzetek Bajnoksága tornát, ahol az AFC JB hivatalokként alkalmazta.
| Időpont            | Helyszín                    | Mérkőzés típusa        | Mérkőzés               | Eredmény | Nézők száma |
| ------------------ | --------------------------- | ---------------------- | ---------------------- | -------- | ----------- |
| 2006. október 29.  | Salt Lake Stadion, Kalkutta | selejtező (A. csoport) | Dél-Korea–Jordánia     | 3 : 0    | 500         |
| 2006. október 312. | Salt Lake Stadion, Kalkutta | selejtező (A. csoport) | Kirgizisztán–Dél-Korea | 0 : 7    | 300         |
| 2006. november 3.  | Salt Lake Stadion, Kalkutta | selejtező (B. csoport) | Kína–Thaiföld          | 1 : 0    | 500         |

#### Afrikai Nemzetek Kupája
Ghána rendezte a 26., a 2008-as afrikai nemzetek kupája döntőt, ahol a CAF JB játékvezetőként foglalkoztatta.

##### 2008-as afrikai nemzetek kupája

###### Afrikai Nemzetek Kupája mérkőzés
| Időpont          | Helyszín                  | Mérkőzés típusa              | Mérkőzés         | Eredmény | Nézők száma |
| ---------------- | ------------------------- | ---------------------------- | ---------------- | -------- | ----------- |
| 2008. január 26. | Baba Yara Stadion, Kumasi | csoportmérkőzés (C. csoport) | Kamerun–Zambia   | 5 : 1    | 10 000      |
| 2008. január 23. | Városi Stadion, Tamale    | csoportmérkőzés (D. csoport) | Tunézia–Szenegál | 2 : 2    | 12 000      |
| 2008. február 4. | Baba Yara Stadion, Kumasi | egyik negyeddöntő            | Egyiptom–Angola  | 2 : 1    | 40 000      |

#### Olimpia
Angliába rendezték a XXX., a 2012. évi nyári olimpiai játékok labdarúgó tornáját, ahova a FIFA JB bírói szolgálatra hívta meg.
| Időpont            | Helyszín                         | Mérkőzés típusa        | Mérkőzés                  | Eredmény | Nézők száma |
| ------------------ | -------------------------------- | ---------------------- | ------------------------- | -------- | ----------- |
| 2012. augusztus 1. | Millennium Stadion, Cardiff      | selejtező (A. csoport) | Anglia–Uruguay            | 1 : 0    | 70 438      |
| 2012. július 29.   | Old Trafford stadion, Manchester | selejtező (C. csoport) | Brazília–Fehéroroszország | 3 : 1    | 66 212      |

#### Konföderációs kupa
Brazília rendezte a 2013-as konföderációs kupát, ahol a FIFA JB mérkőzésvezetőként foglalkoztatta.
| Időpont          | Helyszín                       | Mérkőzés típusa           | Mérkőzés              | Eredmény | Nézők száma |
| ---------------- | ------------------------------ | ------------------------- | --------------------- | -------- | ----------- |
| 2013. június 16. | Cidade da Copa Stadion, Recife | előselejtező (B. csoport) | Spanyolország–Uruguay | 2 – 1    | 41 705      |

#### Nemzetközi kupamérkőzések
Vezetett Kupa-döntők száma: 3.

##### Klubvilágbajnokság
Egyesült Arab Emírségek rendezte a 7., a 2010-es FIFA-klubvilágbajnokságot, ahol a FIFA JB bíróként alkalmazta.
| Időpont            | Helyszín                              | Mérkőzés típusa   | Mérkőzés                            | Eredmény | Nézők száma |
| ------------------ | ------------------------------------- | ----------------- | ----------------------------------- | -------- | ----------- |
| 2010. december 10. | Mohammed Bin Zayed Stadion, Abu-Dzabi | egyik negyeddöntő | TP Mazembe (CAF)–Pachuca (CONCACAF) | 1 : 0    | 17 960      |
| 2010. december 18. | Sheikh Zayed Stadion, Abu-Dzabi       | döntő             | TP Mazembe–FC Internazionale Milano | 0 : 3    | 42 174      |

##### AFC Bajnokcsapatok Ligája
| Időpont            | Helyszín               | Mérkőzés típusa | Mérkőzés                       | Eredmény | Nézők száma |
| ------------------ | ---------------------- | --------------- | ------------------------------ | -------- | ----------- |
| 2010. november 13. | Nemzeti Stadion, Tokió | döntő           | Seongnam Ilhwa Chunma–Zob Ahan | 3 : 1    | 27 308      |

##### Ázsia Szövetségi kupa
2007-ben az AFC JB megbízására az Al Faisaly–Shabab Al Ordun (0:1) első döntő találkozót irányította

## Szakmai sikerek
- Az IFFHS (International Federation of Football History & Statistics) 1987-2011 évadokról tartott nemzetközi szavazásán 151, játékvezető besorolásával minden idők 83, legjobb bírójának rangsorolta, holtversenyben Martin Atkinson, Paolo Casarin, Carlos Velasco Carballo, Vojtěch Christov, Philip Don, Peter Fröjdfeldt társaságában.
- 2012-ben az AFC-től az Év Játékvezetője címet kapta.